# Dianthus superbus

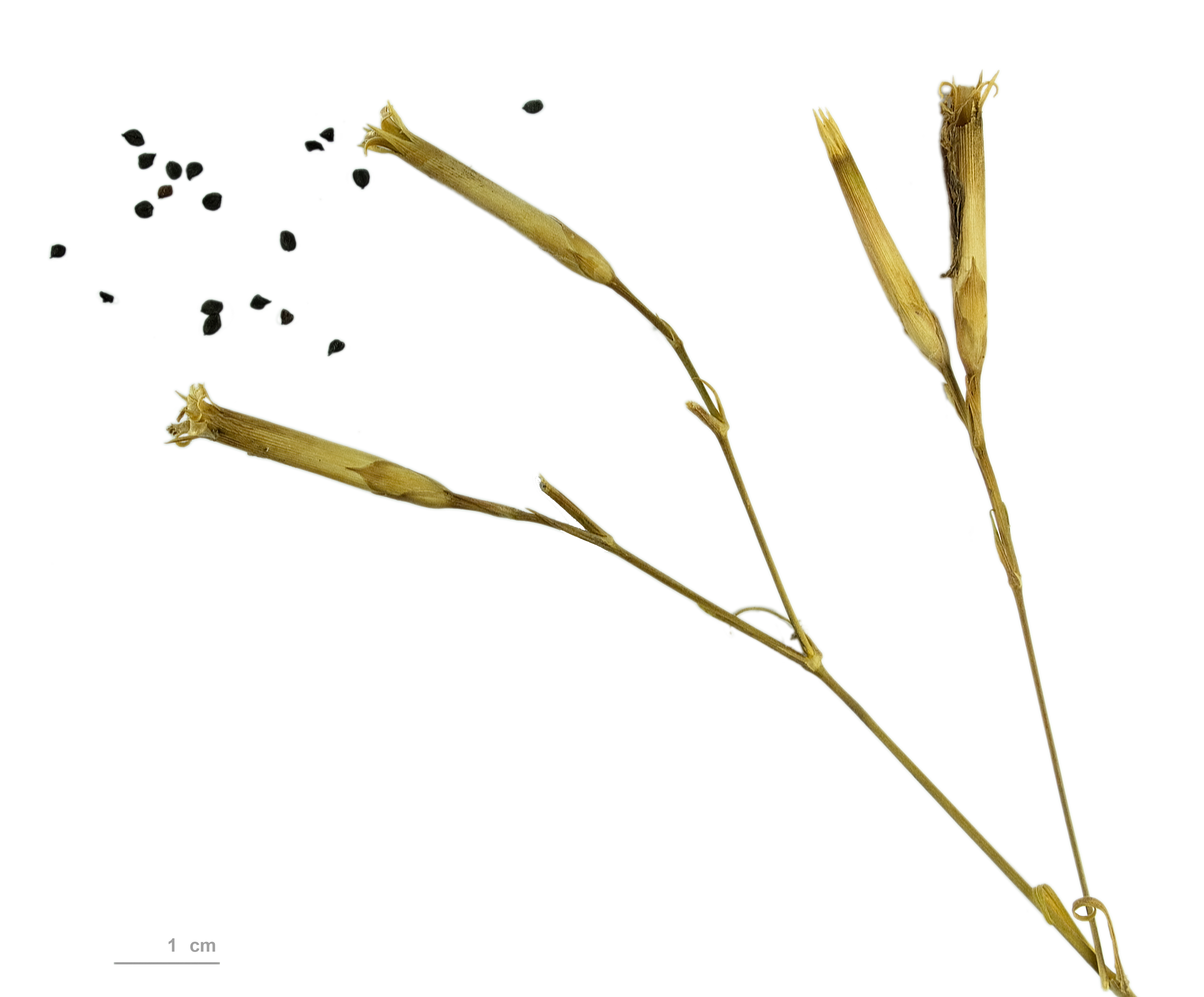
Dianthus superbus

Il garofanino frangiato (Dianthus superbus L., 1759)  è una pianta erbacea della famiglia Cariofillacee.

## Descrizione
Ha foglie opposte e lanceolate. I fiori, di colore rosa o porporino, con macchioline verdi alla base, portati da un calice tubuloso, sbocciano fra giugno e agosto ed è la caratteristica dei loro petali a dare il nome alla specie: essi infatti sono suddivisi in maniera irregolare sin oltre la metà della lunghezza.

## Distribuzione e habitat
Questa specie ha un ampio areale eurasiatico
In Italia è presente nei prati, da 0 a 2200 metri di quota, sulle Alpi e sull'Appennino settentrionale.